# Suchonice
Suchonice település Csehországban, a Olomouci járásban. Suchonice Kokory, Nelešovice, Velký Týnec, Tršice és Čelechovice településekkel határos. Lakosainak száma 177 fő (2024. január 1.).

## Népesség
A település lakosságának változását az alábbi diagram mutatja:
| Lakosok száma | 268  | 314  | 284  | 244  | 199  | 166  | 188  | 178  | 163  | 177  |
|               | 1869 | 1900 | 1921 | 1961 | 1980 | 2011 | 2016 | 2019 | 2021 | 2024 |